# 中华小子
《中华小子》（法語：Shaolin Wuzang，音譯自《少林武藏》）是中华人民共和国和法國联合制作的26集系列功夫动画片。本片是中国历史上第一部几乎全部用海外资金拍摄的原创动画片，剧情讲述少林寺的三名身为主角的俗家少年弟子（花小兰、唐小龙、陈小虎）斩妖除魔、大战魔头黑狐王的传奇故事。该片制作历时七年，连续两年进入法国戛纳电影节浏览率前十名。中方由今日动画制作。是一部结合中国武侠、仙侠的魔幻神话剧，其中包含了一些古代神话人物、神兽和妖魔鬼怪。

## 各集标题
1. 黑狐王归来
2. 幽灵沼泽
3. 宝典惊现
4. 最强的对手
5. 龙蛋的秘密
6. 魔牌的力量
7. 雪域神妖
8. 开封护驾
9. 时间之轮
10. 镜子裡的秘密
11. 火鬼
12. 钻石眼泪
13. 开封奇案
14. 后羿神弓
15. 古宅幽灵
16. 宝典惊现
17. 水底王国
18. 千面魔
19. 睡眠花
20. 夺影神功
21. 消失的古堡
22. 息壤
23. 帝陵迷踪
24. 隐形薄纱
25. 青蛙精灵
26. 占卜迷局

## 外部連結
- CNTV（页面存档备份，存于）
- CCTV
- 今日动画
- 法文版主页
- 豆瓣电影上《中华小子》的資料 （简体中文）
- 2007-2016：谈谈这九年的我和中华小子，动画人张天晓，2016年1月5日